# Kalce
Kalce (in italiano tra le due guerre mondiali Calce) è un centro abitato della Slovenia, frazione sudoccidentale del comune di Longatico, nella regione della Carniola interna.

## Monumenti e luoghi d'interesse

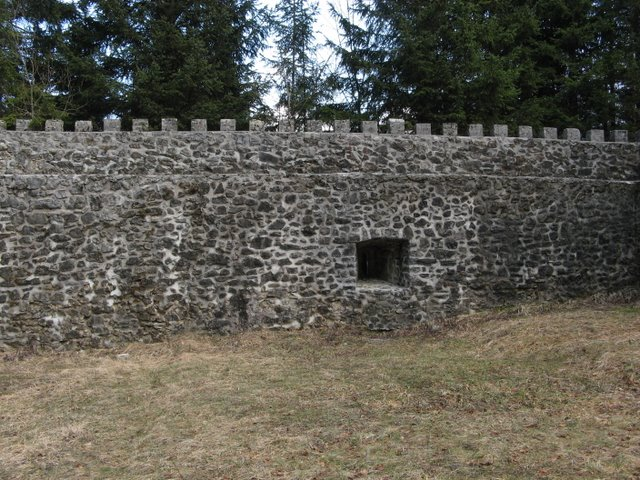
I resti di un antico muro difensivo romano.

Vicino al villaggio sorge la fortezza romana di Lanišče, parte del Claustra Alpium Iuliarum, un sistema di difesa di età romana fatto di muri e fortezze. Gli scavi archeologici degli anni 1960 hanno rilevato che questo sistema fu in uso verso la fine del IV secolo e andò distrutto probabilmente durante la guerra tra Magno Massimo e Teodosio I nel 388.
Kalce è anche il sito di una fossa comune creata durante la seconda guerra mondiale. Il pozzo della fossa comune di Repiše (in sloveno grobišče brezno na Repišah) è situato appunto in un pozzo con una piccola entrata a sudest dell'insediamento. I resti di due vittime tuttora ignote furono riportati alla luce proprio qui, coperti da una grande quantità di rocce lanciate appositamente in esso.